# Virus mozaika duhana
Virus mozaika duhana (VMD) pripada skupini RNA virusa koji uzrokuje bolest biljaka, a posebno biljke duhana i drugih članova porodice Solanaceae. Infekcija uzrokuje karakteristične obrasce (razne točke na lišću i promjenu ili gubitak boje) na lišću (otuda dolazi i ime virusa zbog toga što stvara mozaik). DMV je bio prvi virus koji je otkriven. Iako je od kraja 19. stoljeća bilo poznato da zarazna bolest oštećuje duhanske usjeve, sve do 1930. nije bilo otkriveno da je uzročnik zaraze virus.

## Povijest
Adolf Mayer prvi je 1883. opisao bolest koja se mogla prenositi između biljaka, a bila je slična bakterijskim infekcijama. Dimitri Ivanovsky dao je 1892. prvi konkretan dokaz postojanja nebakterijskog uzročnika zaraze kada je zaraženi biljni sok ostao zaražen čak i nakon filtriranja kroz Chamberland filter. Međutim, Ivanovsky je ostao uvjeren, unatoč poteškoćama u dobivanju dokaza, da je bakterija uzročnik zaraze. Martinus Beijerinck pokazao je 1898. da filtrirana hranjiva podloga (bez bakterija) sadrži uzročnika zaraze. Wendell Meredith Stanley iskristalizirao je 1935. virus i time pokazao da on ostaje aktivan i nakon kristalizacije. Zbog vlastitih mu je istraživanja 1946. godine dodijeljena 1/4 Nobelove nagrade za kemiju, iako se kasnije pokazalo da su neki od njegovih zaključaka (ti su kristali bili čisti protein i sastavljeni su procesom autokatalaze) bili neispravni. Prve snimke virusa mozaika duhana elektronskim su mikroskopom 1939. godine napravili Gustav Kausche, Edgar Pfankuch i Helmut Ruska, brat nobelovca Ernsta Ruske. Heinz Fraenkel-Conrat i Robley Williams pokazali su 1955. godine da se očišćena molekula RNA VMD-a i njegov kapsidni protein samostalno spajajaju u funkcionalni virus čime su pokazali da je to najstabilnija struktura (struktura s najmanjom slobodnom energijom), vjerojatno prirodni mehanizam spajanja unutar stanice domadara.
Kristalografkinja Rosalind Franklin radila je oko mjesec dana za Stanleya na Berkeleyu i kasnije je dizajnirala i napravila model VMD-a za svjetski sajam u Bruxellesu 1958. godine. Iste je godine iznijela teoriju da je virus šupalj, a ne pun i hipotezu da je molekula RNA virusa mozaika duhana građena od jedne zavojnice (uzvojnice, lanca ili heliksa). Ova se pretpostavka pokazala točnom nakon njezine smrti i danas je poznata kao + zavojnica.

## Struktura
Virus mozaika duhana izgledom podsjeća na štapić. Njegova je kapsida izgrađena od 2130 molekula proteina i jedne molekule RNA koja sadrži genom virusa te je građena od 6384 osnovnih jedinica. Proteini se samostalno spajaju u spiralu (16,3 proteina po okretu spirale) oko molekule RNA koja tvori strukturu oblika ukosnice. Proteinski se monomer sastoji od 158 aminokiselina koje su složene u četiri glavne α-uzvojnice spojene izbočenom petljom koja se nalazi proksimalno od osi viriona. Virioni su približno dugački 300 nm i imaju promjer ≈18 nm. Negativno bojani elektronski mikrogrami pokazuju jasan unutarnji kanal dugačak ≈4 nm. Molekula RNA nalazi se na polumjeru od ≈6 nm i kapsidom je zaštićena od utjecaja staničnih enzima. Za svaki proteinski monomer postoje tri RNA nukleotida. Molekularni model cjelovitog virusa dobiven je s pomoću modela ogiba na vlaknima primjenom mape gustoće elektrona pri razlučivosti od 3,6 angstroma.

## Replikacija
Kada ulazi u domaćina, njegov RNA usmjeri sintezu virusnih proteina od domaćinova mehanizma. Nakon što su RNA i protein proizvedeni, spontano se sastavljaju u potpune TMV virione u jako organiziranu procesu. Nakon toga kapsomeri i RNA pušteni su izvan stanice nakon smrti domaćina.

## Infekcija
Kada DMV zarazi biljku duhana ulazi u njegovu stanicu i umnožava se. Nakon razmnožavanja ulazi u susjedne stanice kroz plazmodezme. Za njegovo glatko unošenje DMV proizvede 30 000 Dalton proteina nazvanih P30 koji imaju tendenciju povećati plazmodezmu i omogućiti njihov slobodan prijelaz u susjedne stanice.

## Utjecaj na znanost i okoliš
Virus mozaika duhana uzrokuje gubitak usjeva. Poznato je da uzrokuje zaraze članova devet biljnih porodica i najmanje 125 zasebnih vrsta uključujući duhan, rajčicu, papar (sve članove korisne porodice Solanaceae), krastavce i brojno ukrasno cvijeće. Postoje brojni različiti sojevi virusa.